# Cyclophora subsimilis
Cyclophora subsimilis är en fjärilsart som beskrevs av W. Warren 1900. Cyclophora subsimilis ingår i släktet Cyclophora och familjen mätare. Inga underarter finns listade i Catalogue of Life.